# 昭和戦争
昭和戦争（しょうわせんそう）は、「満洲事変」「日中戦争」「太平洋戦争」という呼称に代わるものとして、読売新聞が提唱する呼称である。
本項目では「昭和戦争」という呼称に関する問題を取り扱う。戦争の経過等に関しては本項目ではなく満洲事変、日中戦争、太平洋戦争の各項目を参照のこと。

## 概要
読売新聞の2006年8月13日の紙面によれば、これまでの「太平洋戦争」「大東亜戦争」「十五年戦争」「アジア・太平洋戦争」などの呼称は、いずれも特定のイデオロギーに基づいていたり、戦争の期間や地域を考えるとそぐわない面もあった。このため、日本国民の間に戦争に関する共通の呼び名がなかった。同紙は、1931年（昭和6年）の満洲事変から1945年（昭和20年）の太平洋戦争終戦に至る期間に日本が関わった戦争の呼称として「昭和戦争」という呼称を提唱した。同紙によれば、「昭和戦争」とは昭和時代に起きた戦争という意味であり、昭和天皇を念頭に置いたものではないという。
読売新聞はこの呼称を発表した2006年8月13日以降、紙面において「太平洋戦争」「日中戦争」などの用語を排除し、物故記事やコラムにまで徹底して「昭和戦争」を用いた。しかし、「十五年戦争」呼称と同様に不連続性の問題を内包しており、他新聞に追随する動きはなく、また、教育界や歴史学界にも動きがなかった。このためか、読売新聞では2009年以降に「太平洋戦争」の語を再び使用するようになった（記事によっては引き続き「昭和戦争」の語句を用いている）。また、現在までのところ、この呼称を採用する動きは同紙以外には、戸田金一など一部の学者が使う以外に見られなかった。